# Viewdata
Viewdata est le nom de la technologie Vidéotex interactive développée au Royaume-Uni dans les années 1970 par la Poste britannique (la version non interactive étant le télétexte Ceefax). Sa marque commerciale était le Prestel. De manière comparable, en France, Minitel est la marque et le nom des terminaux, et Télétel le nom du réseau.[réf. nécessaire]
Le système est encore utilisé de nos jours, essentiellement par les agences de voyages pour les réservations de vols et de vacances. À l'origine, Viewdata nécessitait un terminal dédié (ou un logiciel d'émulation) avec un modem V.23 (1200 bit/s en réception, 75 bit/s en émission). Aujourd'hui, il est aussi possible de se connecter en utilisant le protocole TCP/IP depuis un ordinateur personnel et un logiciel client adapté. Les agences de voyages britanniques prévoient de migrer vers une solution basée sur Internet, mais la simplicité d'utilisation et d'administration et l'absence de problèmes de sécurité comme les virus informatiques font que Viewdata est toujours en service.[réf. nécessaire]
Pour le grand public, de nombreux Bulletin board system ont existé dans les années 1980, mais la très grande majorité a disparu avec la popularisation d'Internet. Néanmoins, CCl4 est accessible par Internet et permet un aperçu assez intéressant du système (à condition de ne pas déranger ses habitués, naturellement).

## Captures d'écran

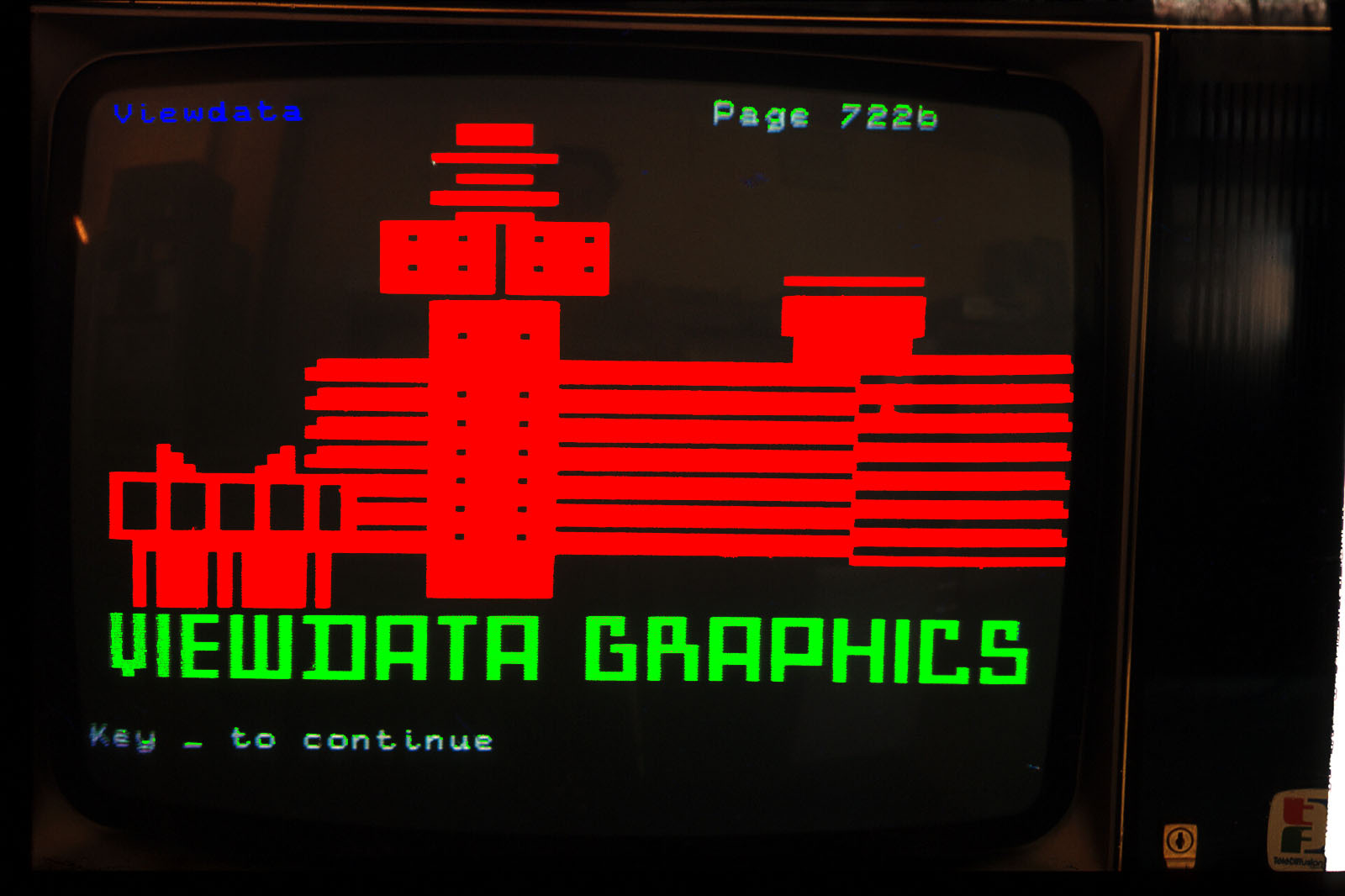
Page de "Viewdata Graphics utilisée en 1977 sur le prototype du service expérimenté par le centre de recherche des PTT du Royaume-Uni

Suite  de pages sur l'arbre d'accès du service Prestel
|  |  |  |

|  |  |  |